# Lars Dittrich
Lars Dittrich (* 16. Juli 1974 in Hennigsdorf, Landkreis Oberhavel) ist ein deutscher Unternehmer, Investor und Filmproduzent.

## Leben
Dittrich war nach dem Abitur Mitgründer des Unternehmens _dug telecom ag. Dieses entwickelte sich zum größten Mobilfunk-Händler im Osten Deutschlands, mit zuletzt 420 Geschäften und rund 1700 Beschäftigten. Im Jahr 2007 wurde die _dug telecom ag vom Finanzinvestor Permira übernommen und mit dem Stuttgarter Unternehmen debitel verschmolzen. Dittrich trat dem Vorstand der debitel bei und verantwortete drei Jahre lang den Vertrieb. Im Alter von 35 Jahren verließ Dittrich das Unternehmen auf eigenen Wunsch. Danach investierte er in Startups und Marken. Im Jahr 2013 wurde er Mitgesellschafter der Keramik-Manufaktur Hedwig Bollhagen.
2013 gründete Dittrich gemeinsam mit dem Filmproduzenten und Drehbuchautor Christoph Müller die Produktionsfirma Mythos Film. Die Firma hatte Erfolg mit der Kinoverfilmung des Bestsellers Er ist wieder da. Weitere Produktionen von Mythos Film waren unter anderem 25 km/h und Der Fall Collini.
2016 gründete Dittrich in Berlin die Kunstgalerie Poolgalery, später umbenannt in Dittrich & Schlechtriem. Dittrich & Schlechtriem fördern im Bereich der modernen Kunst junge Künstler und stellen etablierte Künstler wie Julian Charrière aus bzw. vertreten diese.
Lars Dittrich lebt und arbeitet in Berlin.